# Creu de Cal Parraquer
La Creu de Cal Parraquer és una creu de terme de Berga (Berguedà) situada nord de la ciutat, prop de la cruïlla de les carreteres C-1411z i BV-4241, que mena a Sant Llorenç de Morunys. Està catalogada com a bé cultural d'interès nacional.
És una creu de pedra situada al capdamunt d'un fust del mateix material que al seu torn s'erigeix sobre un pedestal o sòcol esglaonat en tres nivells. Aquesta creu presenta una factura força antiga, per bé que resulta difícil de datar.